# Florin Gheorghiu
Florin Gheorghiu (ur. 6 kwietnia 1944 w Bukareszcie) – rumuński szachista, arcymistrz od 1965 roku.

## Kariera szachowa
W wieku trzynastu lat zdobył swój pierwszy tytuł mistrza Rumunii juniorów. Jako szesnastolatek, w 1960, sięgnął po tytuł mistrza swojego kraju wśród seniorów. Przez następne trzydzieści lat był czołowym szachistą Rumunii. W 1963 we Vrnjackiej Banji zdobył tytuł mistrza świata juniorów. W latach 1960–1987 dziewięciokrotnie zdobył tytuł indywidualnego mistrza Rumunii.
Wielokrotnie reprezentował Rumunię w turniejach drużynowych, m.in.:
- czternastokrotnie na olimpiadach szachowych (w latach 1962, 1964, 1966, 1968, 1970, 1972, 1974, 1978, 1980, 1982, 1984, 1986, 1988, 1990)[3],
- na drużynowych mistrzostwach świata (w roku 1985)[4],
- pięciokrotnie na drużynowych mistrzostwach Europy (w latach 1965, 1973, 1977, 1989, 1992)[5],
- sześciokrotnie na drużynowych mistrzostwach świata studentów (w latach 1960, 1962, 1964, 1965, 1966, 1967)[6],
- piętnastokrotnie na drużynowych mistrzostwach Bałkanów (w latach 1971, 1972, 1973, 1974, 1975, 1976, 1977, 1978, 1980, 1981, 1983, 1984, 1985, 1988, 1990); piętnastokrotny medalista: wspólnie z drużyną – dwukrotnie złoty (1971, 1977), siedmiokrotnie srebrny (1973, 1974, 1978, 1980, 1981, 1985, 1990) i sześciokrotnie brązowy (1972, 1975, 1976, 1983, 1984, 1988)[7].

Największe sukcesy odnosił w latach 70. XX wieku. Zakwalifikował się do czterech kolejnych turniejów międzystrefowych (eliminacji mistrzostw świata): w 1973 (Petropolis, XIV miejsce), 1976 (Manila, XI miejsce), 1979 (Ryga, VI miejsce) i 1982 (Moskwa, XII miejsce). Zajął pierwsze miejsca w pięciu silnie obsadzonych kołowych turniejach międzynarodowych: w 1968 w Hastings (wspólnie z Vlastimilem Hortem i Leonidem Steinem), w 1972 w Reykjavíku (wspólnie z Vlastimil Hort i Friðrikiem Ólafssonem), w 1974 w Torremolinos (wspólnie z Eugenio Torrem), w 1979 w Nowym Sadzie (przed Jefimem Gellerem i Jewgienijem Swiesznikowem) oraz w 1982 w Biel (wspólnie z Johnem Nunnem). Zajął pierwsze miejsce w trzech kolejnych turniejach szwajcarskich US Open w Stanach Zjednoczonych: w 1979, a w 1980 (wspólnie z Johnem Fedorowiczem) i 1981 (wspólnie z Larrym Christiansenem). W latach 80. siła jego gry nieco osłabła, jednak nadal odnosił sukcesy w prestiżowych turniejach. Turniej w Wiedniu w 1986 zakończył na trzecim miejscu, wspólnie z Anatolijem Karpowem i Lubomirem Ftačnikiem, za Wiktorem Korcznojem i Aleksandrem Bielawskim, a w 1988 zwyciężył (wspólnie m.in. z Ferdinandem Hellersem, Bogdanem Laliciem i Jurijem Bałaszowem) w turnieju Berliner Sommer w Berlinie.
Najwyższy ranking w karierze osiągnął 1 stycznia 1981, z wynikiem 2605 punktów zajmował wówczas 10. miejsce na światowej liście FIDE, jednocześnie zajmując 1. miejsce wśród rumuńskich szachistów.